# جيد رايموند
جيد رايموند (بالإنجليزية: Jade Raymond)‏ مواليد 28 أغسطس 1975 في مونتريال في كندا، هي منتجة ألعاب فيديو كندية ومديرة تنفيذية عملت سابقا في شركة يوبي سوفت تورنتو. اشتهرت بعملها على أول جزئين من سلسلة أساسنز كريد. كانت سابقا المديرة التنفيذية لاستوديو يوبي سوفت تورنتو. انتقلت للعمل في إلكترونيك آرتس حيث أصبحت مديرة لاستوديو تطوير الألعاب التابع للشركة وهو موتيف ستوديوز الذي تأسس في 2015.

## السيرة الذاتية
تخرجت من كلية ماريانوبوليس (Marianopolis College) في 1994. وحصلت على بكالوريوس في العلوم من جامعة مكغيل في 1998، حيث تخصصت في علوم الحاسوب. أول وظيفة لها بعد الجامعة كانت كـ مبرمجة لدى شركة سوني. بعد ذلك عملت كـ منتجة للعبة ذا سيمز أونلاين [الإنجليزية] لدى شركة إلكترونيك آرتس. في عام 2004 بدأت العمل لدى يوبي سوفت مونتريال حيث تم تعيينها منتجة لأساسنز كريد. تطوعت في العمل لشركة غير ربحية تسمى لاف (LOVE) هدفها إنهاء العنف بين الشباب في كندا. تعتبر نفسها لاعبة متعطشة لألعاب الفيديو. تعيش حالياً في مدينة تورونتو مع زوجها وابنتها.
من ألعابها المفضلة: ريزدنت إيفل 4 وبرنس أوف بيرشيا: ذا ساندز أوف تايم وتيكن 3.

## بعض الألعاب التي عملت عليها
سوني أونلاين إنترتينمنت
- جابردي! (مبرمجة)
- تريفيال برسوت (مبرمجة)

إلكترونيك آرتس
- ذا سيمز أونلاين (منتجة)

There Inc
- ذير (2003) (منتجة/الفن)

يوبي سوفت مونتريال
- أساسنز كريد (2007) (منتجة)
- أساسنز كريد 2 (2009) (منتجة تنفيذية)
- أساسنز كريد: بلودلاينز
- واتش دوغز

يوبي سوفت تورنتو
- توم كلانسي سبلينتر سيل: بلاكليست (2013) (منتجة) [7]

## عملها مع جوجل
في 1 فبراير 2021، أعلنت عن مغادرتها قسم «ألعاب إستاديا إنترتينمنت»، وكذلك جوجل، في نفس اليوم الذي اعنلت فيه شركة جوجل عن اغلاق استوديو التطوير الخاص بها «قسم ألعاب إستاديا إنترتينمنت»

## عملها مع بلايستيشن
أسست ريموند "استوديوهات هافن إنترتينمنت"، وهو استوديو تطوير مستقل جديد، في 16 مارس 2021 مع استثمار سوني إنتراكتيف إنترتينمنت لتطوير لعبة وهي عنوان جديد كليا وسيكون حصريا لجهاز بلاي ستشين. بعد عام تقريبًا، في 21 مارس 2022 ، أعلنت شركة سوني إنتراكتيف إنترتنمنت عن استحواذها على هافن إستوديوز.
ريموند تقول بأن التزام سوني بتقديم تجارب ممتازة ليس له مثيل لذا هي سعيدة بالتعاون معها على هذا المشروع والحصول على دعمها، ووعدت بأنها ستكشف مزيد من التفاصيل حول هذه اللعبة بوقت لاحق.

## روابط خارجية
- جيد رايموند على موقع IMDb (الإنجليزية)
- جيد رايموند على موقع قاعدة بيانات الفيلم (الإنجليزية)